# Jean-Félix Langlais
Jean-Félix Langlais est un architecte canadien né avant 1850 et mort en 1888.